# Gurmukhi-Schrift
Die Gurmukhi-Schrift (ਗੁਰਮੁਖੀ gurmukhī) wird zum Schreiben von Panjabi verwendet. Sie gehört zum indischen Schriftenkreis, das heißt zu den aus der Brahmi-Schrift entstandenen Schriften. Typologisch ist sie eine Abugida.

## Geschichte
Der Name Gurmukhi leitet sich von ਗੁਰੂ gurū „Lehrer“ und ਮੁਖ mukh „Mund“ her.
Die Gurmukhi-Schrift hat sich aus der Brahmi-Schrift entwickelt und ähnelt den in Nordindien verbreiteten Schriften wie Devanagari und Gujarati. Ihre gegenwärtige Form erhielt sie im 16. Jahrhundert von Guru Angad Dev, dem zweiten Guru der Sikhs.

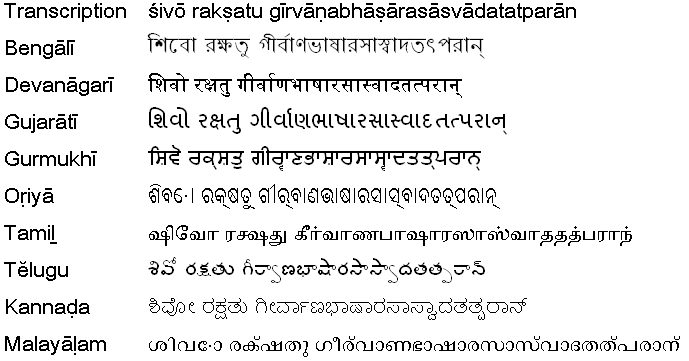
Sanskrit-Text in verschiedenen Schriften geschrieben: „Möge Shiva segnen, wem Sprache der Götter gefällt.“ (Kalidasa).

## Textbeispiel
(aus C. Shackle: Punjabi, Teach Yourself Books, London 1972)
Übersetzung (nach Shackle)

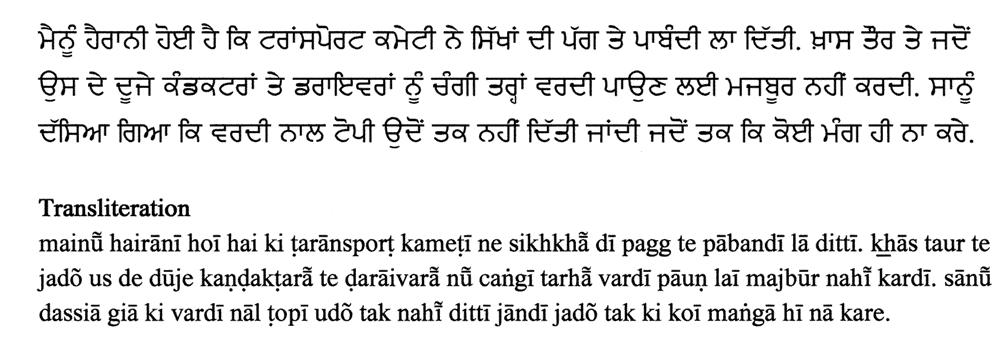

Ich war verwundert, dass das Transport-Komitee den Turban der Sikhs verboten hat, insbesondere wenn es seine anderen Schaffner und Fahrer nicht zwingt, ihre Uniform ordnungsgemäß zu tragen. Man sagte uns, dass die Mütze nicht mit der Uniform ausgehändigt wird, wenn jemand nicht ausdrücklich danach fragt.

## Besonderheiten
Die Gurmukhi-Schrift weicht in einigen Punkten deutlich von allen anderen Brahmi-Abkömmlingen ab. Das betrifft insbesondere
- die alphabetische Anordnung, die von allen anderen Schriften des Indischen Schriftenkreises wesentlich abweicht,
- das fast vollständige Fehlen von Ligaturen.

Die Töne des Panjabi werden in der Schrift bezeichnet.

## Zeichenbestand
Die Anordnung der Zeichen entspricht hier nicht der Reihenfolge des Gurmukhi-Alphabets (siehe unten!). Um den Vergleich innerhalb des indischen Schriftenkreises zu erleichtern, wurde die Reihenfolge des Devanagari-Alphabets gewählt.
Unter den Gurmukhi-Zeichen sind die entsprechenden Devanagari-Zeichen und die lateinische Transliteration nach ISO 15919 angegeben.

### Vokale
Bei den Vokalen fällt zunächst das Fehlen der silbischen Konsonanten auf. Im Gegensatz zum Hindi und anderen neuindoarischen Sprachen wurden die zugehörigen Schriftzeichen nicht beibehalten. Phonetisch ist das silbische r im Panjabi zu [rɪ] (wie im Hindi) oder [ɪr] geworden.
Beispiele (Hi. = Hindi; Pa. = Panjabi):
Die Vokalzeichen lassen sich nach ihrer graphischen Form in 3 Gruppen einteilen, die jeweils denselben Vokalträger aufweisen, an den dann das entsprechende Vokaldiakritikum (siehe unten!) angefügt wird:
- ੳ genannt „ūṛā“ für ‹u› und ‹ū›(graphisch verwandt mit Devanagari उ), davon abgeleitet ਓ für ‹o›
- ਅ genannt „aiṛā“ für ‹a›, ‹ā›, ‹ai› und ‹au› (graphisch verwandt mit Devanagari अ)
- ੲ genannt „īṛī“ für ‹i›, ‹ī› und ‹e› (graphisch verwandt mit Devanagari ए)

Mit diesen Vokalträgern in der hier dargestellten Reihenfolge (!) beginnt das Panjabi-Alphabet (siehe unten).

### Zusatzzeichen
(Es müsste ein Platzhalter für den jeweilig betreffenden Buchstaben sichtbar sein, beispielsweise ein gestrichelter Kreis.)
- Tippi  ੰ
- Bindi  ਂ
- Adhak  ੱ

Tippi und Bindi bezeichnen die Nasalierung von Vokalen sowie homorganische Nasale vor den entsprechenden Konsonanten. Adhak zeigt an, dass der folgende Konsonant lang („geminiert“) ist.

### Konsonanten
[ʂ] ist im Panjabi zu [kʰ] geworden. Damit ist das Zeichen für [ʂ] (Gurmukhi ਖ, Devanagari ष ‹ṣ›) in die alphabetische Position von ‹kh› gewandert.
Beispiel:
/ɕ/ und /s/ sind im Panjabi zu /s/ zusammengefallen.
Wie in anderen nordindischen Schriften dient häufig ein untergesetzter Punkt („Nukta“) als Diakritikum zur Erweiterung des Zeichensatzes.

### Vokaldiakritika
Wie in anderen Abugidas haben die Konsonantenzeichen der Gurmukhi-Schrift einen inhärenten Vokal. Er wird als ‹a› transliteriert und [ə] ausgesprochen. Im Gegensatz zu allen anderen in Indien gebräuchlichen Schriften wird seine Abwesenheit graphisch nicht markiert. Virama (Halant) wird lediglich beim Schreiben von Sanskrit gelegentlich verwendet. Damit ist die Orthographie des Panjabi viel weniger eindeutig als die anderer indischer Schriften.
Für die anderen Vokale werden Vokaldiakritika benutzt:
Für die Verwendung von Bindi und Tippi zur Bezeichnung der Nasalierung von Vokalen gilt folgende Konvention:

### Adhak
Eine Besonderheit der Gurmukhi-Schrift ist ein Diakritikum für Konsonantenlänge (Geminierung). Es wird Adhak (ਅਧਕ ‹adhak› [ə́dək]) genannt und steht über dem Ende der dem zu längenden Konsonanten vorausgehenden Schreibsilbe. Zahlreiche Beispiele hierzu finden sich in der nachfolgenden Liste zu Namen und Aussprache der Buchstaben.

## Alphabetische Anordnung
Das Gurmukhi-Alphabet wird nach den Namen der beiden ersten Buchstaben Ura-Aira (ਊੜਾ ਐੜਾ ‹ūṛā aiṛā› [uːɽaː ɛːɽaː]) genannt.
Die Alphabetische Anordnung der Gurmukhi-Schrift weicht stark von der aller übrigen Schriften des Indischen Schriftenkreises ab. Das betrifft insbesondere die Reihenfolge der Vokale.
Am Anfang des Alphabets stehen die drei Vokalträger, gefolgt von ‹s› und ‹h›. Erhalten blieb der „Kernbereich“ der Verschlusslaute und der Sonoranten. Am Ende steht der retroflexe Flap ‹r›.
Daher beginnt ein Panjabi-Wörterbuch mit den unabhängigen Vokalen in der Reihenfolge der Vokalträger, also: u ū o a ā ai au i ī e. Im Gegensatz dazu werden die Vokaldiakritika in der „normalen“ Reihenfolge der anderen indischen Schriften angeordnet, also: a ā i ī u ū e ai o au.
aber:
Tippi, Bindi, Adhak und untergesetzter Punkt werden bei der alphabetischen Anordnung nicht beachtet!

## Namen und Aussprache der Buchstaben
Die Buchstaben des Gurmukhi-Alphabets werden wie folgt benannt und ausgesprochen:

## Konsonantenligaturen
Konsonantenligaturen kommen in der Gurmukhi-Schrift fast nicht mehr vor. Lediglich ‹ya›, ‹ra›, ‹va› und ‹ha› als zweite Komponenten einer Gruppe von zwei Konsonanten nehmen Sonderformen an:
Die Sonderformen von ‹ya› und ‹va› werden nur noch selten verwendet.
Statt der untergeschriebenen Version von ‹ra› wird häufig die Normalform verwendet, ohne dass der voraufgehende Konsonant als vokallos markiert wird. Im Wörterbuch findet man oft beide Schreibweisen nebeneinander. Dabei wird für beide meist dieselbe Aussprache angegeben:
Im Gegensatz zu allen anderen nordindischen Schriften gibt es im Gurmukhi keine Diakritika um Konsonantengruppen zu markieren (wie z. B. im Sanskrit das „Reph“, siehe Indischer Schriftenkreis).
Das wichtigste Sonderzeichen ist das untergeschriebene ‹ha›. Es wird meist nicht ausgesprochen, sondern dient als Diakritikum zum Bezeichnen von Tönen in Wörtern, die keine stimmhaften aspirierten Plosive oder kein ‹ha› enthalten. Genau genommen kann man also die Kombination „Konsonant + untergeschriebenes ‹ha›“ nicht mehr als Ligatur bezeichnen, zumal das untergeschriebene ‹ha› auch unter einem Vokalträger stehen kann:

## Orthographie
In der Gurmukhi-Schrift sind im Gegensatz zu den meisten anderen modernen Schriften des indischen Schriftenkreises ein Großteil der historischen Schreibweisen an den Zustand der heutigen Sprache (Panjabi) angepasst worden. Das betrifft insbesondere:
- Wegfall der Zeichen für silbische Konsonanten,
- Wegfall der meisten Ligaturen und Fehlen von Virama (Halant),
- Diakritikum für Konsonantenlänge,
- in der Aussprache Wegfall der Aspiration (am Wortanfang auch der Stimmhaftigkeit) stimmhafter Plosive verbunden mit Hoch- oder Tiefton der den Wortakzent tragenden Silbe,
- in der Aussprache teilweise Wegfall von [h] (außer am Wortanfang) verbunden mit Hoch- oder Tiefton der den Wortakzent tragenden Silbe,
- untergeschriebenes ‹ha› als Diakritikum zum Bezeichnen von Tönen.

Die Schreibung zeigt nicht eindeutig, ob der inhärente Vokal /a/ gesprochen wird oder nicht. Eindeutig wäre entweder die Verwendung von Halant für Vokallosigkeit oder Einführung eines Diakritikums für /a/.
Untergeschriebenes ‹ra› bedeutet nicht immer, dass der darüber stehende Konsonant vokallos gesprochen wird. Daher gibt es hier auch Orthographievarianten (siehe oben!).

### Markierung von Tönen
Bei synchroner Betrachtung kann man sagen, dass die Zeichen für die aspirierten stimmhaften Plosive der Markierung von Tönen dienen. Insgesamt können damit die Töne des Panjabi in der Gurmukhi-Schrift wie folgt graphisch markiert werden:
- aspirierte stimmhafte Plosive
- ‹h›
- untergeschriebenes ‹h›

In der Regel kann ein Wort nur eine tontragende Silbe enthalten. Dies ist immer auch die den Wortakzent tragende Silbe. Dieser wird allerdings graphisch nicht bezeichnet. Je nach Lage des Wortakzents und der Tonmarkierung wird ein Hochton oder ein Tiefton gesprochen. Hierfür gilt folgende Regel:
- Wortakzent nach Tonmarkierung → Tiefton
- Wortakzent vor Tonmarkierung → Hochton

Alle unbetonten Silben und alle Silben von Wörtern ohne Tonmarkierung werden in einer mittleren Tonhöhe gesprochen.
Beispiele
(Tonmarkierungen sind in der Transliteration (‹...›) fett gedruckt. [ ´ ] = Hochton; [ ` ] = Tiefton.)

## Vergleich der Gurmukhi-Schrift mit der benachbarten Devanagari
Auf den ersten Blick scheint die Gurmukhi-Schrift große Ähnlichkeit mit Devanagari zu haben. Bei genauerer Betrachtung zeigen sich jedoch teilweise erhebliche Unterschiede. Wer beispielsweise Devanagari kann und Gurmukhi erlernen will, muss sich vor „falschen Freunden“ (irreführenden Ähnlichkeiten) hüten.
Eine Gegenüberstellung der beiden Schriften zeigen die Tabellen zum Zeichenbestand (siehe oben!).

## Gurmukhi in Unicode
Unicode für Gurmukhi ist U+0A00 … U+0A7F.
|     |  | 0       | 1       | 2       | 3       | 4       | 5       | 6       | 7       | 8       | 9       | A       | B       | C       | D       | E       | F       |
| A00 |  | [ A 1 ] | ਁ        | ਂ        | ਃ        | [ A 1 ] | ਅ       | ਆ       | ਇ       | ਈ       | ਉ       | ਊ       | [ A 1 ] | [ A 1 ] | [ A 1 ] | [ A 1 ] | ਏ       |
| A10 |  | ਐ       | [ A 1 ] | [ A 1 ] | ਓ       | ਔ       | ਕ       | ਖ       | ਗ       | ਘ       | ਙ       | ਚ       | ਛ       | ਜ       | ਝ       | ਞ       | ਟ       |
| A20 |  | ਠ       | ਡ       | ਢ       | ਣ       | ਤ       | ਥ       | ਦ       | ਧ       | ਨ       | [ A 1 ] | ਪ       | ਫ       | ਬ       | ਭ       | ਮ       | ਯ       |
| A30 |  | ਰ       | [ A 1 ] | ਲ       | ਲ਼       | [ A 1 ] | ਵ       | ਸ਼       | [ A 1 ] | ਸ       | ਹ       | [ A 1 ] | [ A 1 ] | ਼        | [ A 1 ] | ਾ        | ਿ        |
| A40 |  | ੀ        | ੁ        | ੂ        | [ A 1 ] | [ A 1 ] | [ A 1 ] | [ A 1 ] | ੇ        | ੈ        | [ A 1 ] | [ A 1 ] | ੋ        | ੌ        | ੍        | [ A 1 ] | [ A 1 ] |
| A50 |  | [ A 1 ] | ੑ        | [ A 1 ] | [ A 1 ] | [ A 1 ] | [ A 1 ] | [ A 1 ] | [ A 1 ] | [ A 1 ] | ਖ਼       | ਗ਼       | ਜ਼       | ੜ       | [ A 1 ] | ਫ਼       | [ A 1 ] |
| A60 |  | [ A 1 ] | [ A 1 ] | [ A 1 ] | [ A 1 ] | [ A 1 ] | [ A 1 ] | ੦       | ੧       | ੨       | ੩       | ੪       | ੫       | ੬       | ੭       | ੮       | ੯       |
| A70 |  | ੰ        | ੱ        | ੲ       | ੳ       | ੴ       | ੵ        | ੶       | [ A 1 ] | [ A 1 ] | [ A 1 ] | [ A 1 ] | [ A 1 ] | [ A 1 ] | [ A 1 ] | [ A 1 ] | [ A 1 ] |

1. 1 2 3 4 5 6 7 8 9 10 11 12 13 14 15 16 17 18 19  Codepunkt ist nicht zugewiesen